# Iglesia de San Juan (Aranda de Duero)

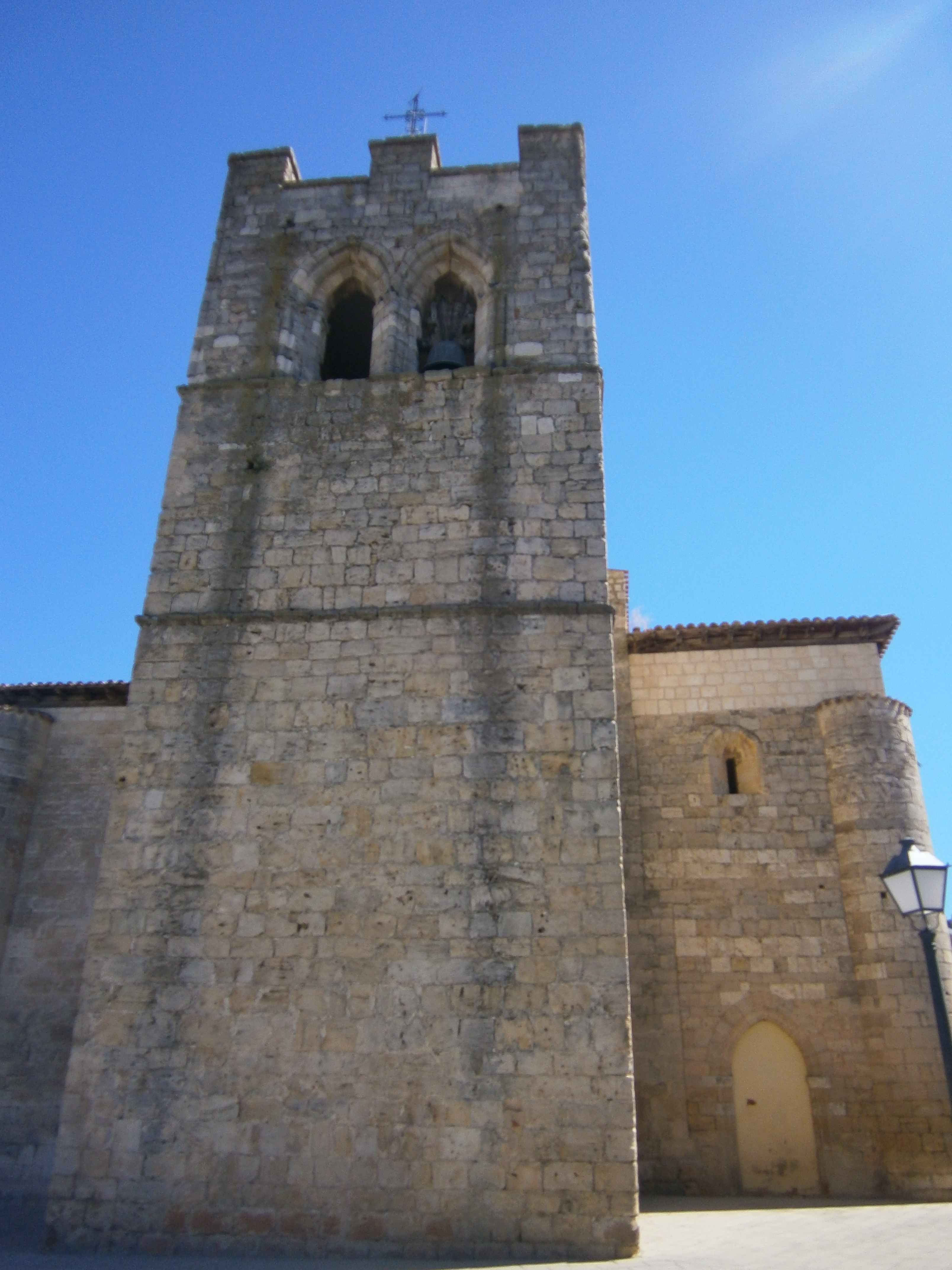
Torre de la iglesia

La iglesia de San Juan de Aranda de Duero (Burgos) es un templo católico construido entre el siglo XIV y el siglo XV. Fue declarada monumento nacional en 1982. En la actualidad no tiene culto y es un Museo de arte sacro de Aranda de Duero y la comarca Ribera del Duero.
Está situada en un pequeño promontorio, frente al puente románico que atraviesa al río Bañuelos.
En este edificio se celebró el Concilio de Aranda en 1473, bajo el reinado de Enrique IV, siendo convocado por el arzobispo de Toledo Alonso Carrillo de Acuña para combatir la ignorancia y la vida disipada de algunos clérigos.

## La iglesia
Destacan en la iglesia:
- La portada gótica de nueve arquivoltas, con la imagen de San Juan en el tímpano.
- La capilla de las Calderonas, con un retablo renacentista.
- El retablo neoclásico del altar mayor, sufragado en parte por el mariscal de campo Antonio Gutiérrez de Otero (militar natural de la localidad, cuyo busto en bronce está emplazado frente a la torre de la iglesia).

## Las Edades del Hombre - XIX edición
En 2014 albergó la XIX edición de la serie de exposiciones de Las Edades del Hombre junto con la Iglesia de Santa María la Real, situada también en el centro de la ciudad. Las exposiciones coincidieron con el V centenario de la finalización de la fachada de estilo gótico isabelino de la Iglesia de Santa María la Real, terminada según los expertos entre 1514 y 1516.

## Museo Sacro
Espacios temáticos del Museo Sacro Iglesia de San Juan:
- Introducción sobre historia, tradición y patrimonio.
- Luz de las gentes: la Iglesia.
- Protagonistas y testigos de la luz.
- Anticipo de la oscuridad y de gloria.
- Yo soy la luz del mundo.
- Vosotros sois mis amigos.
- A las puertas del Reino.

## Imágenes relacionadas

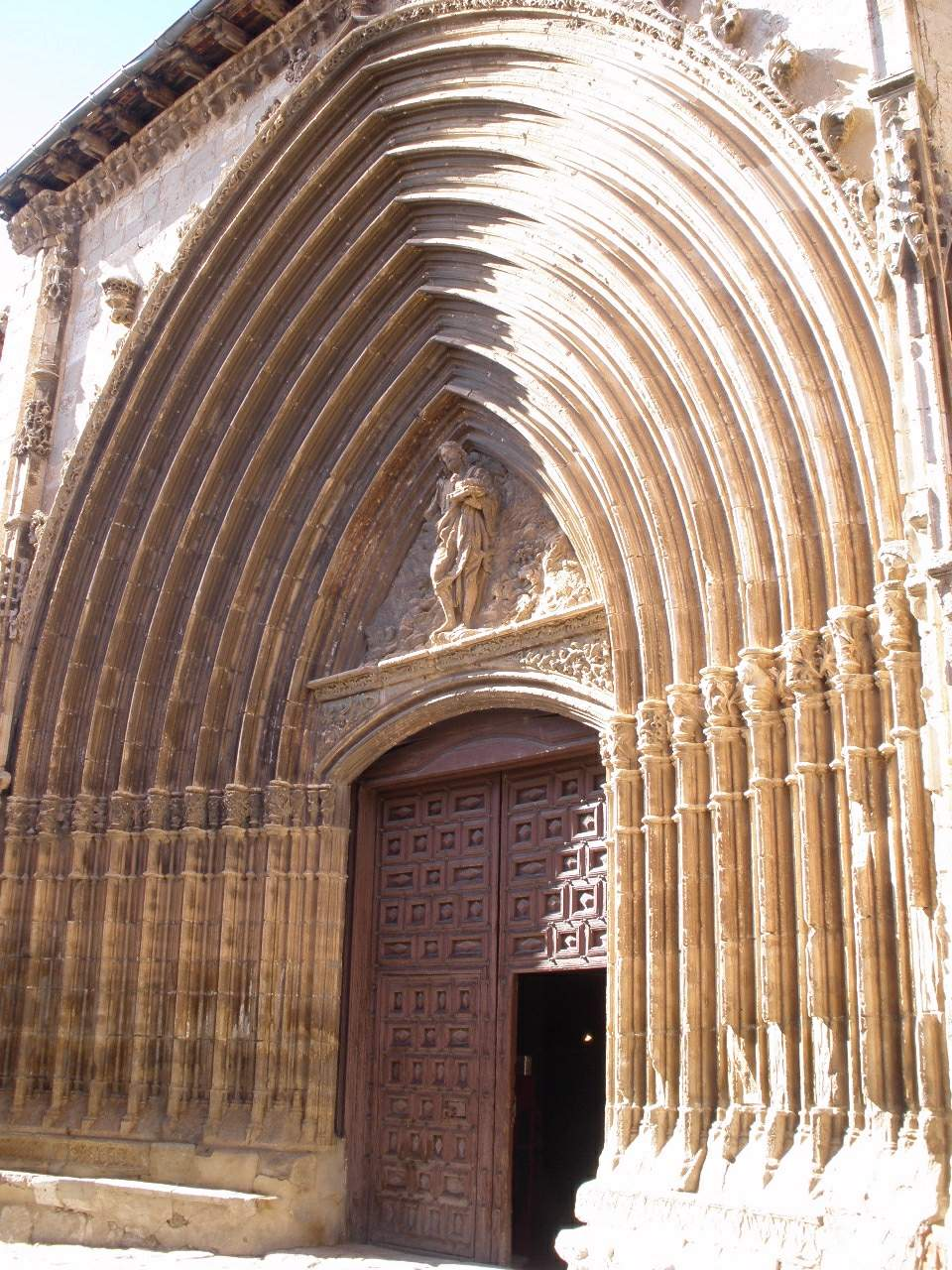
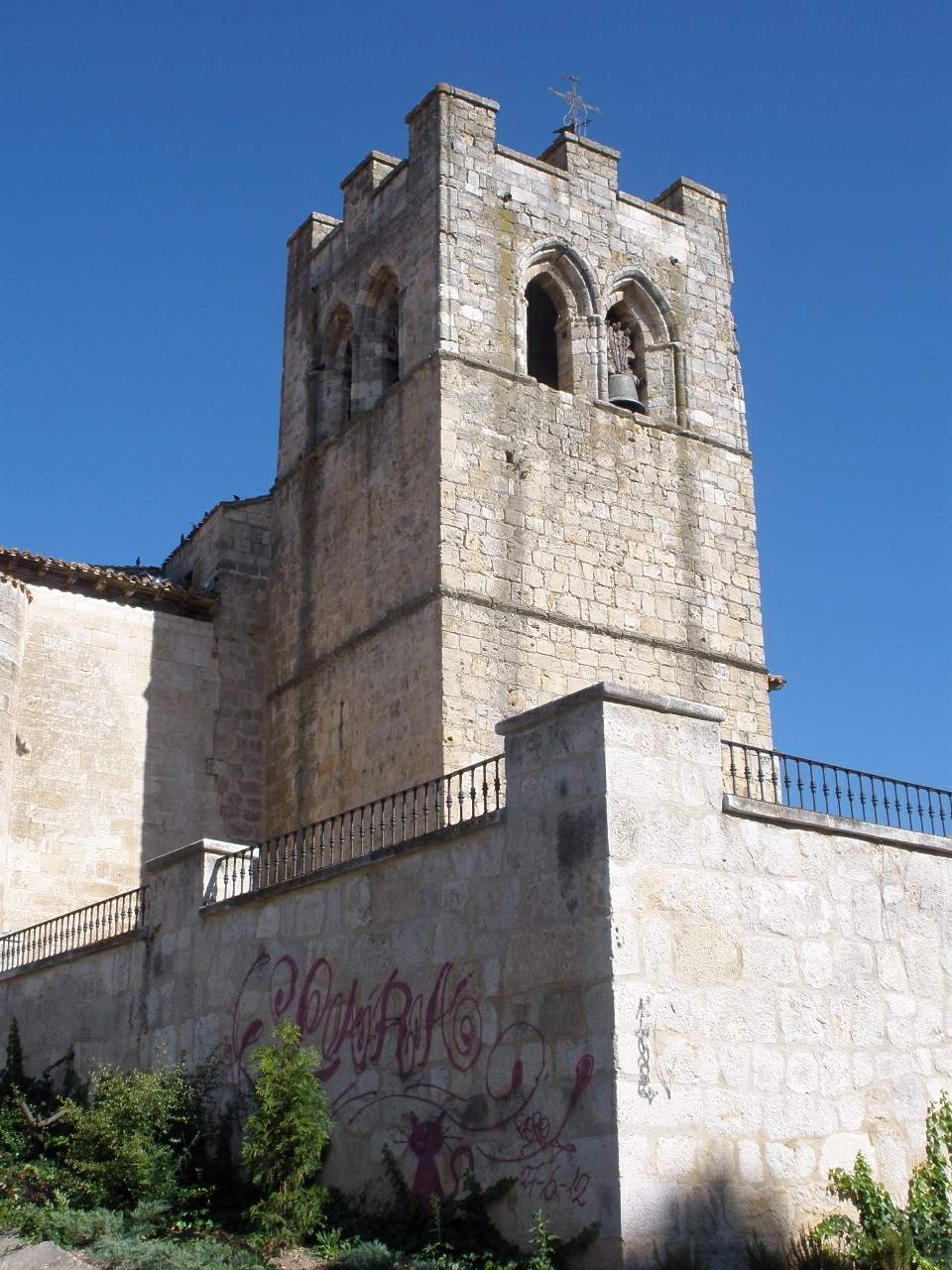
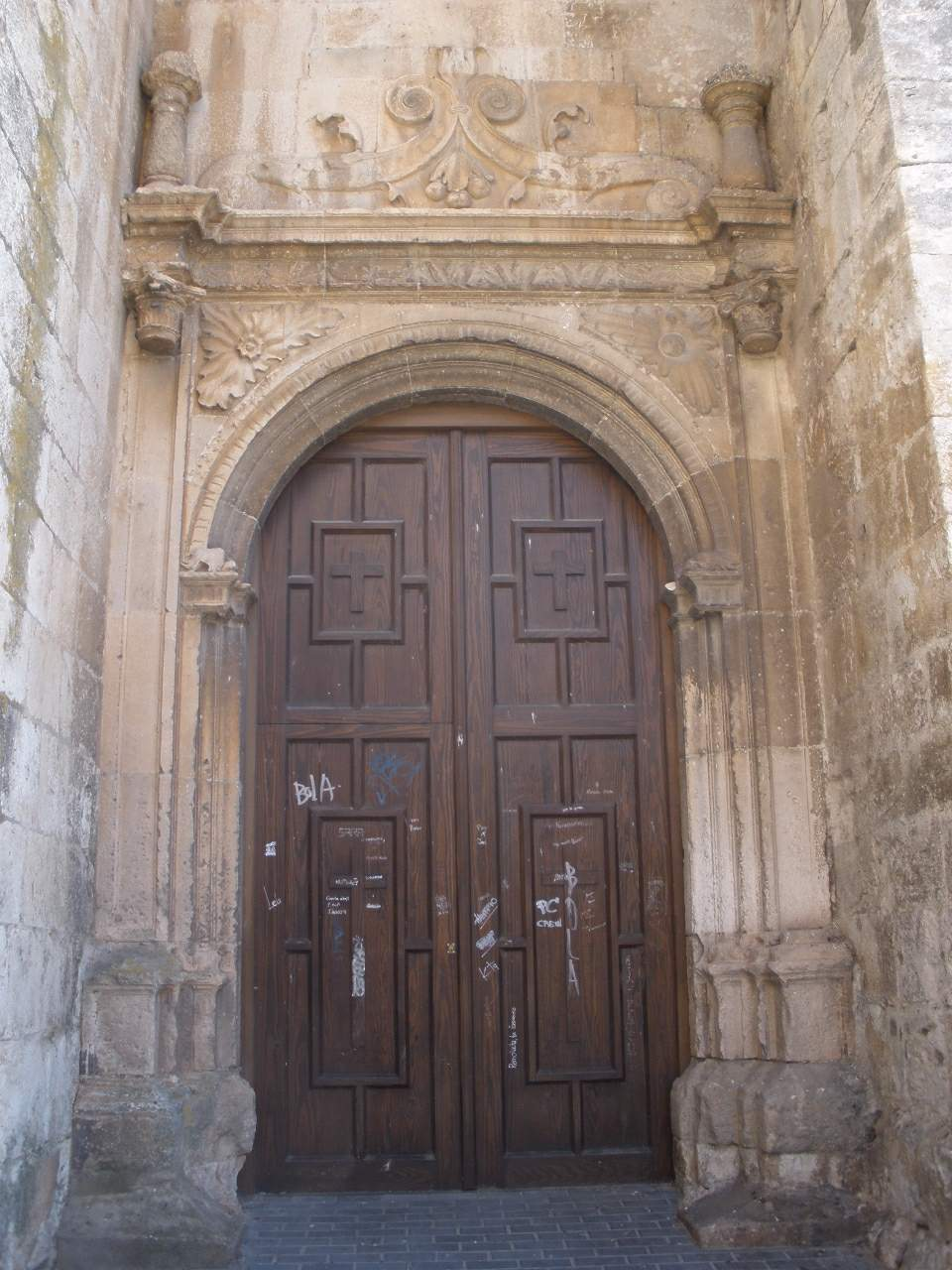
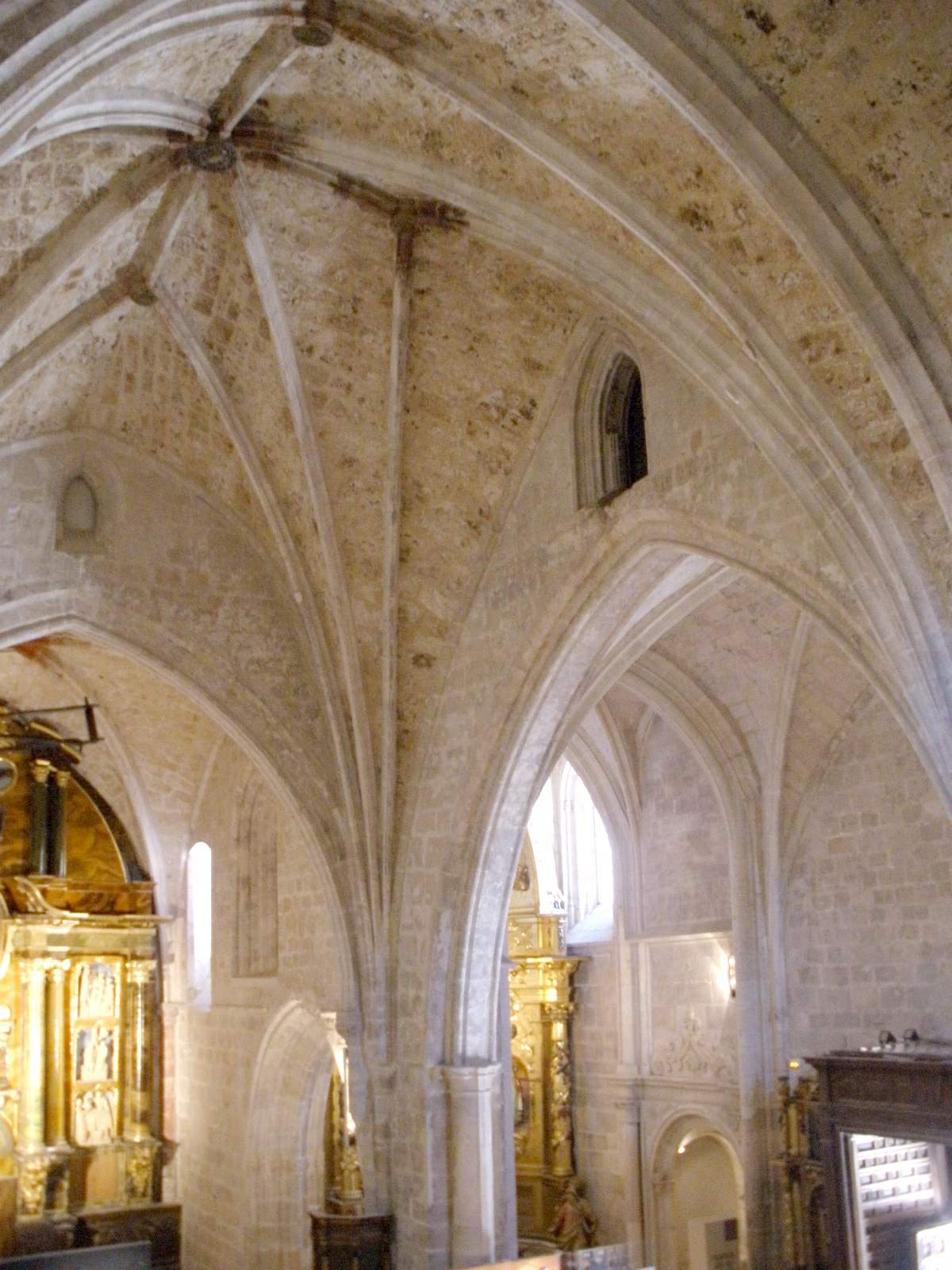
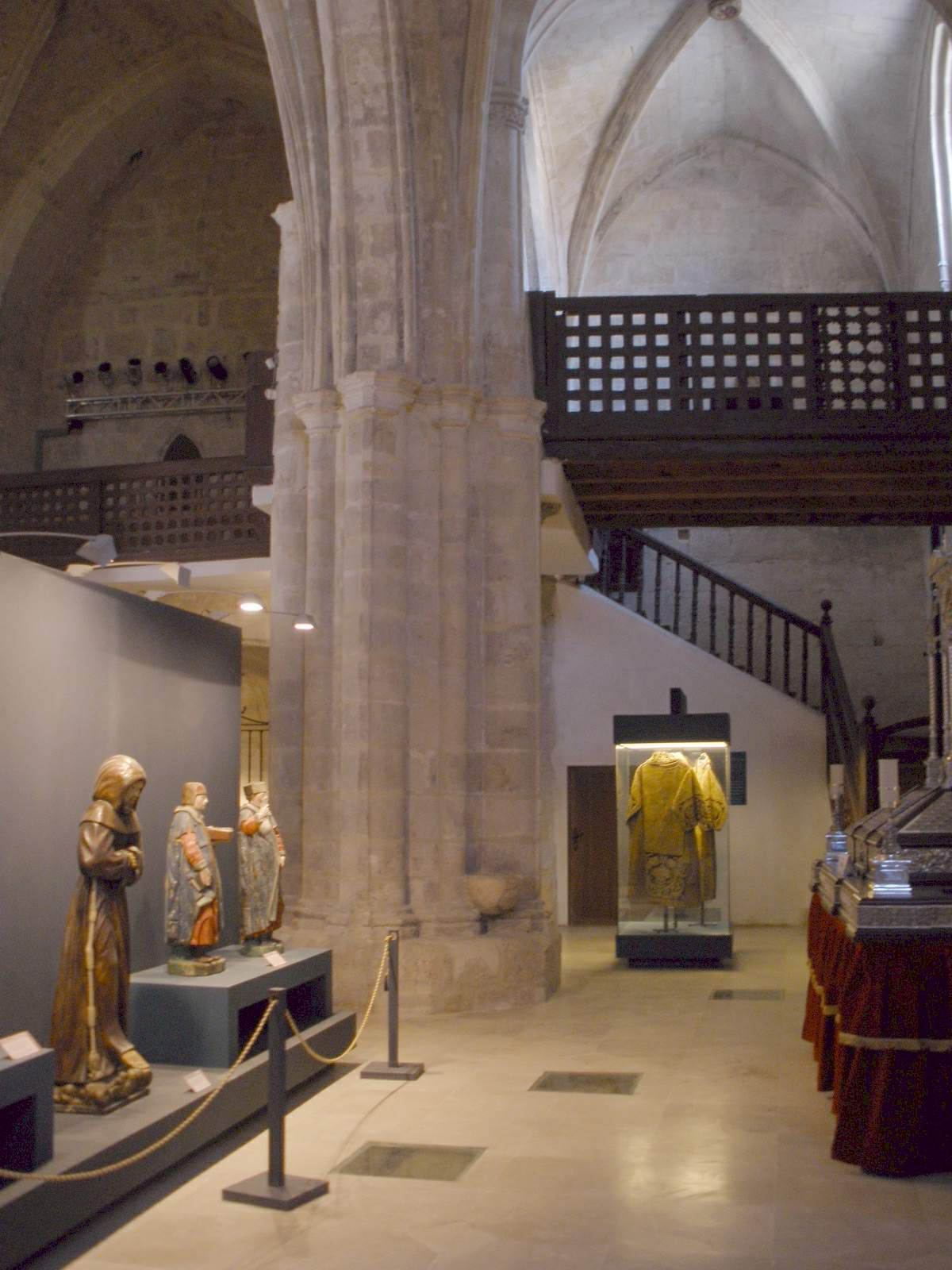
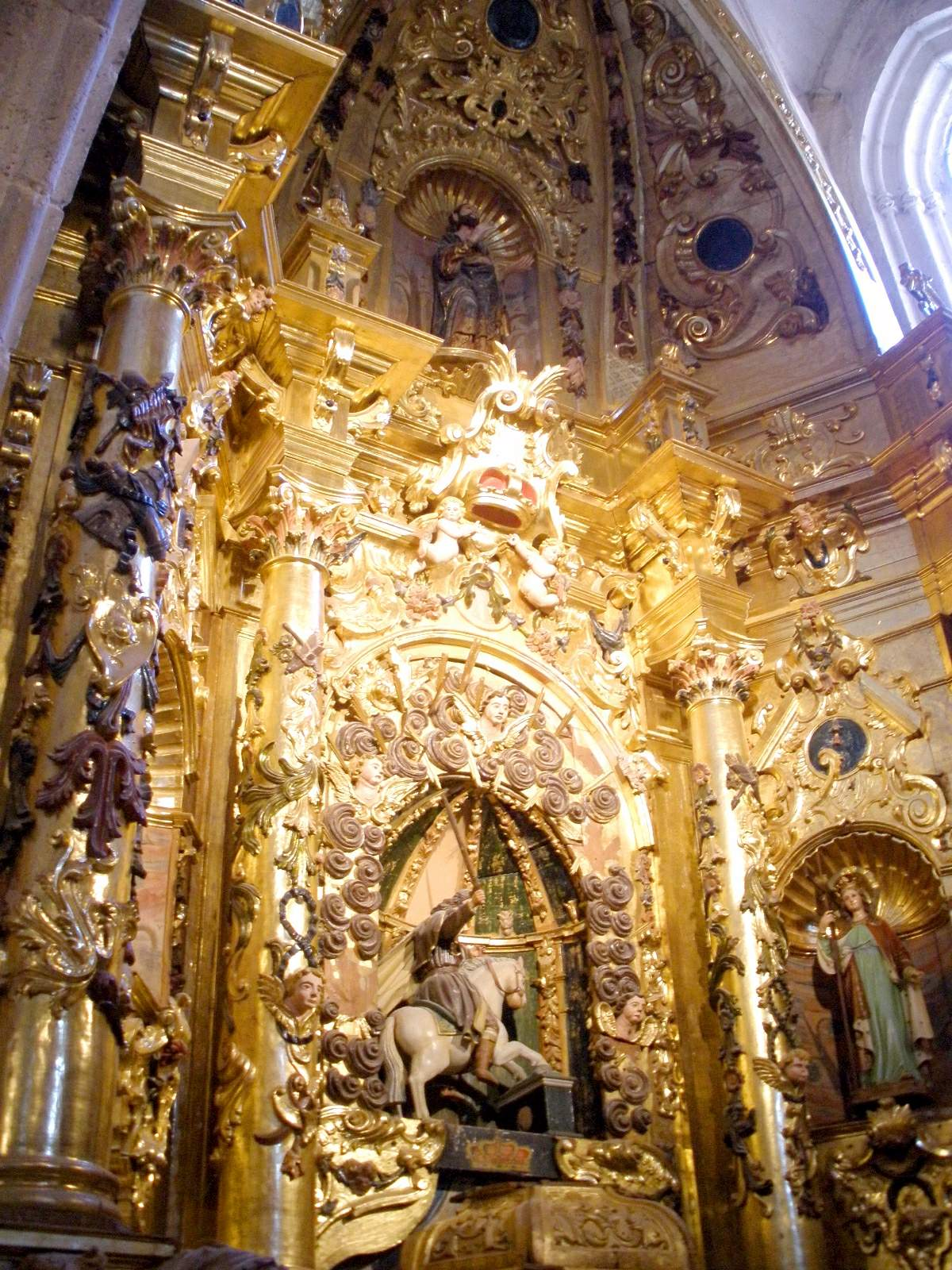
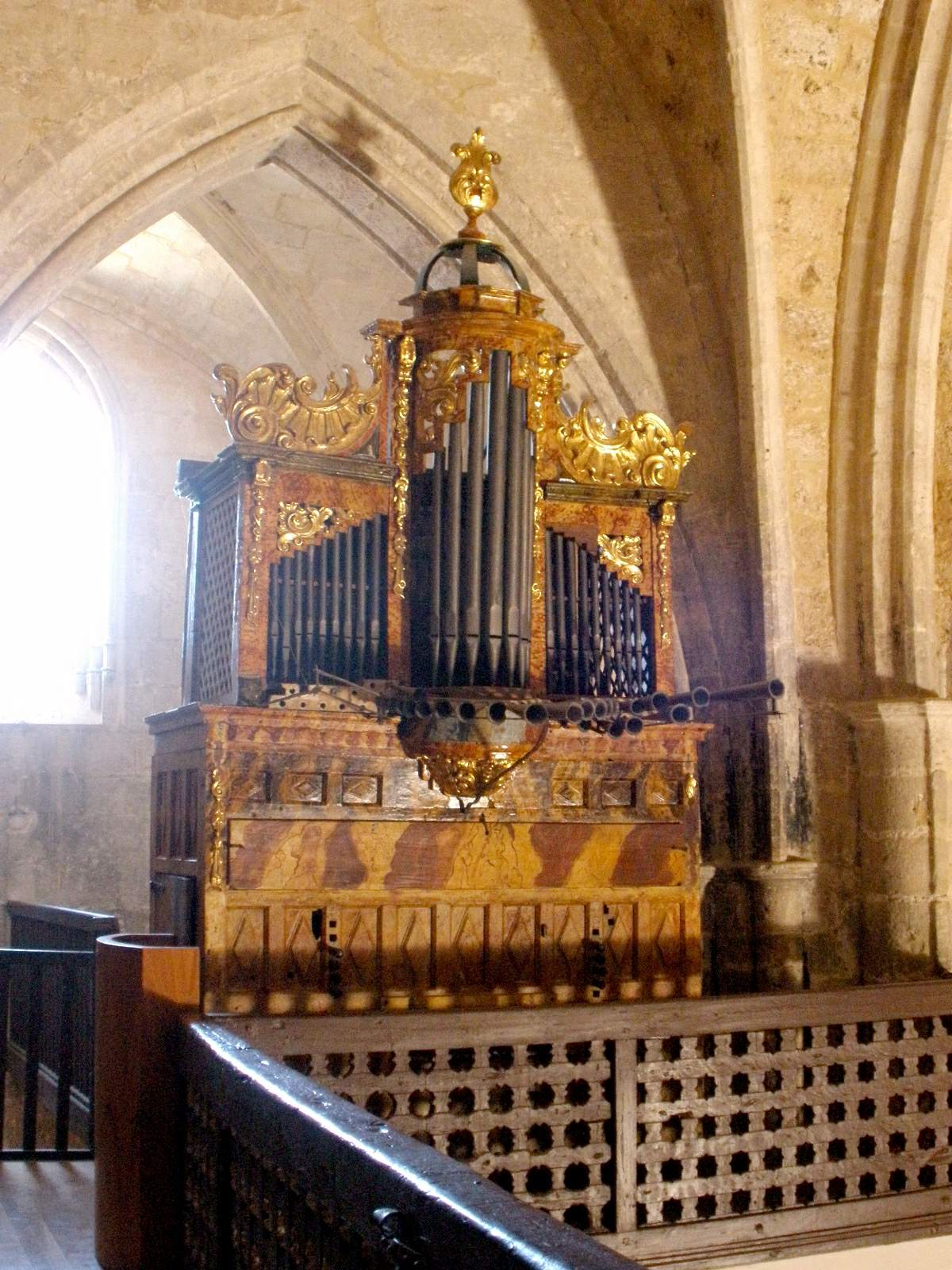